# Église Saint-Jean-Baptiste de Volkrange
Pour les articles homonymes, voir Église Saint-Jean-Baptiste.
L'église Saint-Jean-Baptiste est une église catholique romaine située à Volkrange, un village situé près de Thionville dans le département de la Moselle en région Grand Est. L'église est inscrite à l'inventaire du patrimoine culturel en France. 

## Histoire
Une paroisse de Volkrange existait déjà au XIIIe siècle. L'église Saint-Pierre à Veymerange a été paroissien de celle-ci vers 1250. Les parties les plus anciennes de l'église actuelle de St-Jean-Baptiste datent du XVe siècle. Au début, une petite église à tour de chœur ossifiée a été construite. Au cours du XVe siècle, il n'y avait pas assez de place pour l'extension de l'église de style gothique tardif en raison de la longueur de la pente, on a donc construit un chœur plus grand dans l'orientation sud et la tour est ainsi devenue une tour de flanc. La nef et la façade nord portent la date de 1723. Au XVIIe siècle, la tour est également surélevée. En 1727, Saint-Isidore à Elange devient une église filiale de St-Jean-Baptiste. 